# 名誉騎士
名誉騎士（めいよきし）とは、民間称号の一種。ヨーロッパのキリスト教国家において王室または教皇が授与する公的な栄誉称号であるナイトを模したもの。

## 概要
ヨーロッパの騎士団を模して設立されたワインの業界団体などが設けた民間称号に「名誉騎士」と称するものが存在する。2007年にはベルギービールの広報活動を行うベルギービール広報センター代表の佐藤ひとみがベルギービール醸造団体より名誉騎士号を贈られた例があり、同年にブリュッセルで佐藤にこの称号を授与する式典が行われた。
ただし、このような民間称号たる「名誉騎士」は、公的な栄誉称号であるナイトを模した私的なものに過ぎないことに留意する必要がある。